# Mourão
Mourão ist eine Kleinstadt (Vila) und ein Kreis (Concelho) in Portugal mit 1542 Einwohnern (Stand 19. April 2021)..

## Geografie
Der Ort liegt auf der Spanien zugewandten östlichen Uferseite des Guadiana, am oberen Ende des Alqueva-Stausees. Zur östlich gelegenen spanischen Grenze sind es 6,5 km, bis zur westlich liegenden Distrikthauptstadt Évora 56 km.

## Geschichte
Am Guadiana siedelten bereits seit der Urgeschichte Menschen, wie Megalithanlagen, Keramikfunde und Wandmalereien bezeugen. Das bedeutendste Bauwerk der Römer im Kreis war die Festung Castelo da Lousa in der Gemeinde Luz, die heute jedoch im Alqueva-Staudamm versunken liegt. Über die Zeit bis zum Mittelalter ist nicht viel bekannt, zumal archäologische Ausgrabungsstätten heute zumeist im Stausee liegen. Der heutige Ort taucht erst in Dokumenten zu Grenzziehungen zwischen dem seit 1140 unabhängigen Königreich Portugal und dem Königreich Kastilien auf. Erste Stadtrechte erhielt er 1226 vom Hospitaliterorden, der das Gebiet im Verlauf der Reconquista erhalten hatte.
König D. Dinis bestätigte die Stadtrechte 1296. Nach rechtlichen Unklarheiten bezüglich spanischer Ansprüche bot D. Dinis den Ort zum Verkauf an, und Mourão kam 1313 an einen spanischen Kaufmann. Nachdem dieser den Kaufpreis nicht aufgebracht hatte, bot der König den Ort erneut zum Verkauf, und ein Kaufmann aus Monsaraz erstand den Ort. Später erzwang König Dinis die Rückgabe des Ortes zum Kaufpreis. In der Portugiesischen Revolution von 1383 stand Mourão auf Seiten Portugals, worauf es starke Zerstörungen durch kastilische Truppen erlitt.
Nachdem der Statthalter 1580 sich zu Gunsten der Personalunion mit Spanien entschieden hatte, unterstützte Mourão 1640 die Vorgänge, die zum Restaurationskrieg und zur erneuten Unabhängigkeit Portugals führten. In der Folge erlitt es erneut Zerstörungen durch spanische Truppen, die den Ort 1657 erobern konnten, bis portugiesische Kräfte ihn im gleichen Jahr wieder befreiten.
Im Erdbeben von Lissabon 1755 erlebte der Ort neue Zerstörungen, so dass er in Teilen neu geplant und neu gebaut wurde. Im Verlauf der Verwaltungsreformen nach der Liberalen Revolution 1822 wurde der Kreis Mourão 1853 aufgelöst und Monsaraz angegliedert, bevor er 1861 wieder eigenständig wurde.

## Kultur und Sehenswürdigkeiten
Zu den Baudenkmälern zählen zwei Wohnviertel des sozialen Wohnungsbaus aus der Spätphase des Estado-Novo-Regimes (1969), die Grenzstation Estação Fronteiriça de São Leonardo von 1928, und eine traditionelle Olivenölmühle. Auch einige Sakralbauten sind denkmalgeschützt, darunter die einschiffige Barockkirche Igreja da Misericórdia de Mourão.
Der historische Ortskern steht zudem als Ganzes unter Denkmalschutz.
Bedingt durch die abgeschnittene Lage vom restlichen Land blieb der Ort einerseits in seiner wirtschaftlichen Entwicklung zurück. Dies begünstigte andererseits jedoch den Erhalt der natürlichen Landschaften im Kreis. Vogelbeobachtung etwa wird hier betrieben.

## Verwaltung

### Kreis
Mourão ist Sitz eines gleichnamigen Kreises, der im Osten an Spanien grenzt. Die Nachbarkreise sind (im Uhrzeigersinn im Norden beginnend): Alandroal, Barrancos, Moura sowie Reguengos de Monsaraz.
Die folgenden Gemeinden (Freguesias) liegen im Kreis Mourão:

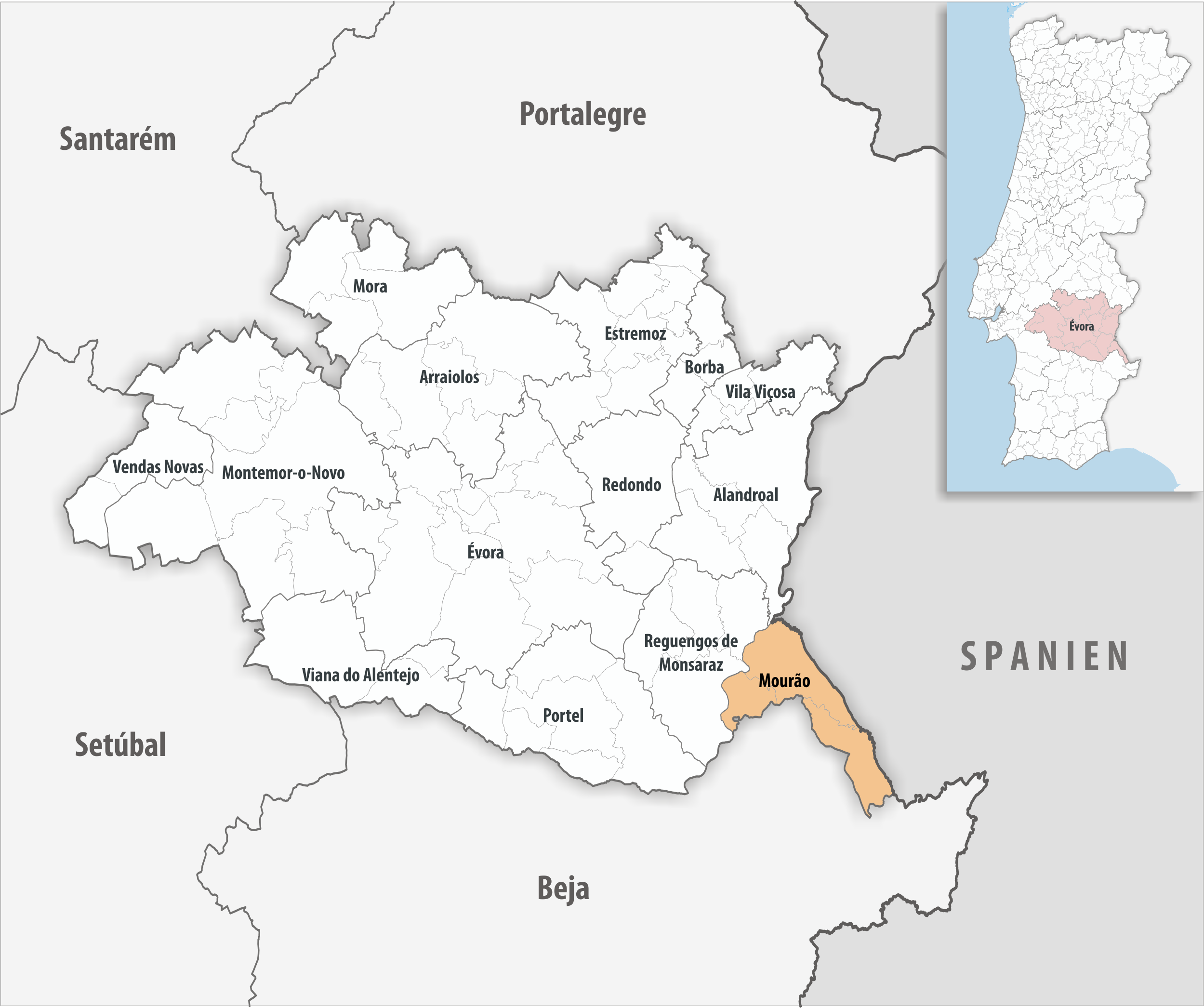
Kreis Mourão

| Gemeinde     | Einwohner (2021) | Fläche km² | Dichte Einw./km² | LAU- Code |
| ------------ | ---------------- | ---------- | ---------------- | --------- |
| Granja       | 514              | 92,56      | 6                | 070801    |
| Luz          | 295              | 50,85      | 6                | 070802    |
| Mourão       | 1.542            | 135,22     | 11               | 070803    |
| Kreis Mourão | 2.351            | 278,63     | 8                | 0708      |

### Bevölkerungsentwicklung
| Einwohnerzahl im Kreis Mourão (1801–2011) | Einwohnerzahl im Kreis Mourão (1801–2011) | Einwohnerzahl im Kreis Mourão (1801–2011) | Einwohnerzahl im Kreis Mourão (1801–2011) | Einwohnerzahl im Kreis Mourão (1801–2011) | Einwohnerzahl im Kreis Mourão (1801–2011) | Einwohnerzahl im Kreis Mourão (1801–2011) | Einwohnerzahl im Kreis Mourão (1801–2011) | Einwohnerzahl im Kreis Mourão (1801–2011) | Einwohnerzahl im Kreis Mourão (1801–2011) |
| ----------------------------------------- | ----------------------------------------- | ----------------------------------------- | ----------------------------------------- | ----------------------------------------- | ----------------------------------------- | ----------------------------------------- | ----------------------------------------- | ----------------------------------------- | ----------------------------------------- |
| 1801                                      | 1849                                      | 1900                                      | 1930                                      | 1960                                      | 1981                                      | 1991                                      | 2001                                      | 2011                                      |                                           |
| 2615                                      | 2341                                      | 3855                                      | 5064                                      | 5815                                      | 3487                                      | 3273                                      | 3230                                      | 2666                                      |                                           |

### Kommunaler Feiertag
- 2. Februar

## Söhne und Töchter der Stadt
- Manuel da Costa (1601–1667), jesuitischer Hochschullehrer und Autor
- Marco Paulo (1945–2024), Unterhaltungssänger
- Hernâni Neves (* 1963), Fußballspieler